# Saurauia pedunculata
Saurauia pedunculata là một loài thực vật có hoa trong họ Dương đào. Loài này được Hook. miêu tả khoa học đầu tiên năm 1841.